# Государственность и анархия
Государственность и анархия. Борьба двух партий в Интернациональном обществе рабочих — книга Михаила Бакунина, один из основополагающих трудов по теории анархизма. Написана в Цюрихе в 1873 году.

## Содержание
Анализируя историю рабочего движения, Бакунин полагает, что его главным врагом является государство, сутью которого является «порабощение народных масс». На карте мира «полюс государственности» (организации и дисциплины) находится в руководимой канцлером Бисмарком Германии. Он различает в Европе отжившие «римско-католические» государства и «новейшие государства» («жидовское царство», «банкократия»), основанные на эксплуатации народного труда капиталом. Главными орудиями государства Бакунин называет фискальную бюрократию и полицейскую власть. Появление «демократических республик» не меняет, по его мнению, сути государства.
Государству Бакунин противопоставляет другой полюс — «социальную революцию», которая вдохновляется идеалами свободы, равенства и братства. Первым необходимым условием революции он называет банкротство, а вторым — веру в «общенародный идеал». Бакунин критикует немецкую социал-демократию как в левом (марксизм), так и в правом (лассальянство) её варианте за адаптацию государственного начала.
Будучи русским, Бакунин, тем не менее, призывал к уничтожению «поганой Всероссийской империи», которая трактуется им как «петербургский кабинет» или как «немецко-татарская империя». Он отвергает как квасной патриотизм, так и славянофильство, хотя положительно отзывается о славянах как о народе мирном и земледельческом, у которого отсутствовали собственнические предрассудки и социальное неравенство. Антигосударственный дух славян, по мнению Бакунина, проявился в революции гуситов, новгородской республике и великорусском земстве. При этом революция для Бакунина оказывается не национальной, но интернациональной, ибо нацелена на формирование общечеловеческого братства в форме федерации вольных общин, частью которой будет «общеславянская федерация».
Пролетариат Бакунин разделял на «нищенский» (подлинно революционный) и «привилегированный» (проникнутый буржуазным духом). Нищенский пролетариат в Европе более характерен для Италии, тогда как привилегированный — для Германии. Главной движущей силой своих идей он считал люмпен-пролетариат, а главным способом пропаганды среди этих масс он считал систему постоянных мелких восстаний и бунтов, аграрных волнений и т. п., называя это пропагандою фактами (par le fait).